# 山口町 (瀬戸市)
山口町（やまぐちちょう）は、愛知県瀬戸市山口連区の町名。丁番を持たない単独町名である。

## 地理
- 瀬戸市の南部に位置する[8]。西を矢形町、北を八幡町、東を若宮町、南を田中町・柳ケ坪町と隣接している[8]。
- 中央を国道が通り、愛知環状鉄道線山口駅北に隣接[注釈 1]し、駅前地区として各種商店の建設も盛ん[8]。

### 河川
- 八幡川（矢田川支流） ： 町の西端、矢形町との町境を南流している。

- 八幡川（山口町・矢形町境）

### 学区
市立小・中学校に通う場合、学区は以下の通りとなる。また、公立高等学校普通科に通う場合の学区は以下の通りとなる。
| 番・番地等 | 小学校               | 中学校             | 高等学校 |
| ---------- | -------------------- | ------------------ | -------- |
| 全域       | 瀬戸市立幡山東小学校 | 瀬戸市立幡山中学校 | 尾張学区 |

## 歴史

### 町名の由来
三河国猿投山への入口であることによる。

### 沿革
この項では、山口の地名の変遷についても述べる。
- 奈良時代から平安時代にかけて、尾張国山田郡「山口郷」として文献に名を残す[12]。
- 戦国時代には、山田郡「山口村」として山口八幡神社の棟札に名が記されている[12]。
- 江戸時代には、尾張国愛知郡の尾張藩領水野代官所支配の山口村となる[12]。
- 1889年（明治22年）10月1日 - 市町村制下の山口村となる[13][14]。
- 1906年（明治39年）5月10日 - 山口村と幡野村が合併し、幡山村大字山口となる[13][14]。
- 1955年（昭和30年）2月11日 - 幡山村が瀬戸市に編入し、瀬戸市大字山口となる[13][14]。
- 1980年（昭和55年）3月1日 - 瀬戸市大字山口の一部が八幡台2〜9丁目となる[15]。
- 1981年（昭和56年）
  - 2月1日 - 瀬戸市大字山口の一部が菱野台3丁目・萩山台4〜9丁目となる[16]。
  - 3月31日 - 瀬戸市大字山口字田中・北山の各一部により、同市山口町として成立[2]。なお同日に、瀬戸市大字山口は宝ケ丘町・八幡町・せいれい町・若宮町1〜3丁目・広久手町・南山口町・上之山町1〜3丁目・宮地町・今林町・石田町・大坂町・池田町・矢形町・柳ケ坪町・屋戸町・山口町・田中町・掛下町1〜2丁目・吉野町・大坪町・海上町となる[2]。
- 1985年（昭和60年）4月27日 - 瀬戸市大字山口の一部が白山町2丁目、緑町2丁目となり、同日をもって瀬戸市大字山口は消滅する[17]。

## 世帯数と人口
2024年（令和6年）2月1日現在の世帯数と人口は以下の通りである。
| 町丁   | 世帯数  | 人口  |
| ------ | ------- | ----- |
| 山口町 | 367世帯 | 645人 |

### 人口の変遷
国勢調査による人口の推移
| 1995年（平成7年）  | 536人 | [ 18 ] |  |
| 2000年（平成12年） | 587人 | [ 19 ] |  |
| 2005年（平成17年） | 718人 | [ 20 ] |  |
| 2010年（平成22年） | 699人 | [ 21 ] |  |
| 2015年（平成27年） | 666人 | [ 22 ] |  |
| 2020年（令和2年）  | 678人 | [ 23 ] |  |

### 世帯数の変遷
国勢調査による世帯数の推移。
| 1995年（平成7年）  | 272世帯 | [ 18 ] |  |
| 2000年（平成12年） | 312世帯 | [ 19 ] |  |
| 2005年（平成17年） | 380世帯 | [ 20 ] |  |
| 2010年（平成22年） | 378世帯 | [ 21 ] |  |
| 2015年（平成27年） | 355世帯 | [ 22 ] |  |
| 2020年（令和2年）  | 380世帯 | [ 23 ] |  |

## 交通

### 鉄道
町内に鉄道は走っていない。最寄り駅は愛知環状鉄道・愛知環状鉄道線山口駅になる。

### バス
瀬戸市コミュニティバス「上之山線」
- 瀬戸駅前 - 瀬戸口駅 - 山口駅 - サンヒル上之山 - 八草駅 系統 ： 八幡社前バス停

- 八幡社前バス停

### 道路
- 国道155号[8]・国道248号（重複区間） ： 町の中央部を南北に走っている。

## 施設
- JAあいち尾東 山口支店 ： 金融機関（店舗）コードは6466（414）[24]。窓口は平日のみ、ATMは土日祝も営業[24]。
- 南山大学瀬戸第二交流会館 ： 2002年（平成14年）建設[25]。海外からの留学生と日本人学生とが、日常的に交流を深めながら共同生活を行う寮だった[26][注釈 2]。
- ハサナス マスジド瀬戸 ： 瀬戸市内にある唯一のモスク[27]。
- 中日新聞瀬戸山口専売店 加藤新聞店

- あいち尾東農協 山口支店
- 南山大学瀬戸第二交流会館
- ハサナス マスジド瀬戸
- 中日新聞瀬戸山口専売店 加藤新聞店

## その他

### 日本郵便
- 郵便番号 : 489-0865[6]（集配局：瀬戸郵便局[28]）。